# (100827) 1998 HU2
(100827) 1998 HU2 es un asteroide perteneciente al cinturón de asteroides, región del sistema solar que se encuentra entre las órbitas de Marte y Júpiter, descubierto el 20 de abril de 1998 por el equipo del Spacewatch desde el Observatorio Nacional de Kitt Peak, Arizona, Estados Unidos.

## Designación y nombre
Designado provisionalmente como 1998 HU2. 

## Características orbitales
1998 HU2 está situado a una distancia media del Sol de 2,608 ua, pudiendo alejarse hasta 3,245 ua y acercarse hasta 1,971 ua. Su excentricidad es 0,244 y la inclinación orbital 5,011 grados. Emplea 1538,47 días en completar una órbita alrededor del Sol.

## Características físicas
La magnitud absoluta de 1998 HU2 es 16. 